# Woestijndikkopje
Het woestijndikkopje (Muschampia stauderi) is een vlinder uit de familie van de dikkopjes (Hesperiidae). De wetenschappelijke naam is voor het eerst gepubliceerd in 1913 door Reverdin.
De soort komt voor in Europa.